# Lin Yu-ting
Lin Yu-ting (Nueva Taipei, 13 de diciembre de 1995) es una boxeadora taiwanesa.

## Carrera deportiva
Ganó una medalla de oro en el Campeonato Mundial de Boxeo Femenino AIBA 2018 como peso gallo, seguida de una medalla en el Campeonato Mundial de Boxeo Femenino AIBA 2019 .
En marzo de 2023, Yu-Ting no pasó una prueba de verificación de género y fue despojada de una medalla de bronce del Campeonato Mundial de Boxeo Femenino de la Asociación Internacional de Boxeo (IBA); en cambio, la medalla fue otorgada a la búlgara Svetlana Staneva .
El 29 de julio de 2024, el Comité Olímpico Internacional (COI) anunció que Lin y otras boxeadoras habían cumplido con todas las reglas para pelear en los Juegos Olímpicos de París 2024, independientemente de su estatus en competencias anteriores de la IBA. Esta decisión puso de relieve la disputa en curso entre el COI y la Asociación Internacional de Boxeo (IBA) liderada por Rusia. La IBA ha sido excluida de la organización del boxeo olímpico desde los Juegos de Tokio en 2021 debido a diversas cuestiones éticas y de gobernanza, y el COI supervisa directamente la clasificación y las competiciones del boxeo olímpico.